# Chioggia
Chioggia is een stad in de Italiaanse regio Veneto en behoort tot de provincie Venetië.
De stad ligt in het uiterste zuiden van de Laguna Veneta nabij de monding van de rivier de Brenta. Chioggia is een belangrijke vissersplaats en doet wat betreft uiterlijk veel aan het beroemde Venetië denken. Ook Chioggia is omgeven door water en telt enkele kanalen. De grootste verschillen zijn de aanwezigheid van auto's en de afwezigheid van toeristen. De plaats bestaat al sinds de Romeinse tijd toen ze de naam Clodia droeg.
De economie van de stad is grotendeels afhankelijk van de visserij. Chioggia heeft een van de grootste vissershavens aan de Adriatische Zee. Een andere belangrijke bron van inkomsten komt uit de landbouw, de slasoort rosa di Chioggia. Het toerisme raakt ook steeds verder ontwikkeld en richt zich vooral op het strand van Sottomarina .

## Bezienswaardigheden
- Kathedraal (17de eeuw)
- De Porta di Santa Maria of Porta Garibaldi: oude stadspoort gerestaureerd in 2018
- Kerk "San Domenico" (1520)
- Basiliek "San Giacomo"
- Straat "Corso del Popolo"
- De kanalen "Vena", "Perottolo", "San Domenico", "Lombardo Interno" en "Lombardo Esterno"
- Brug "Ponte di Vigo"

## Fotogalerij

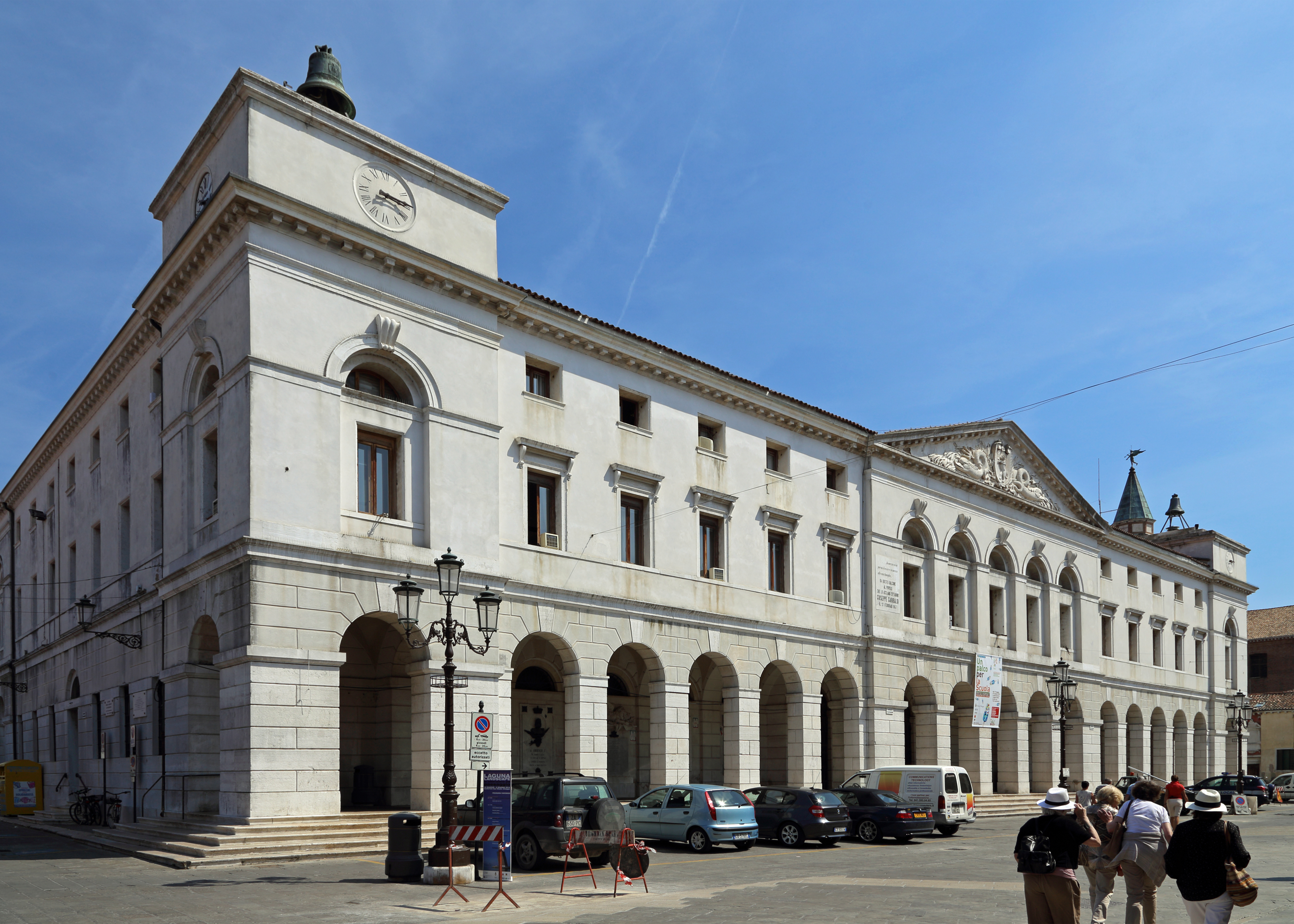
Stadhuis (Palazzo Municipale)
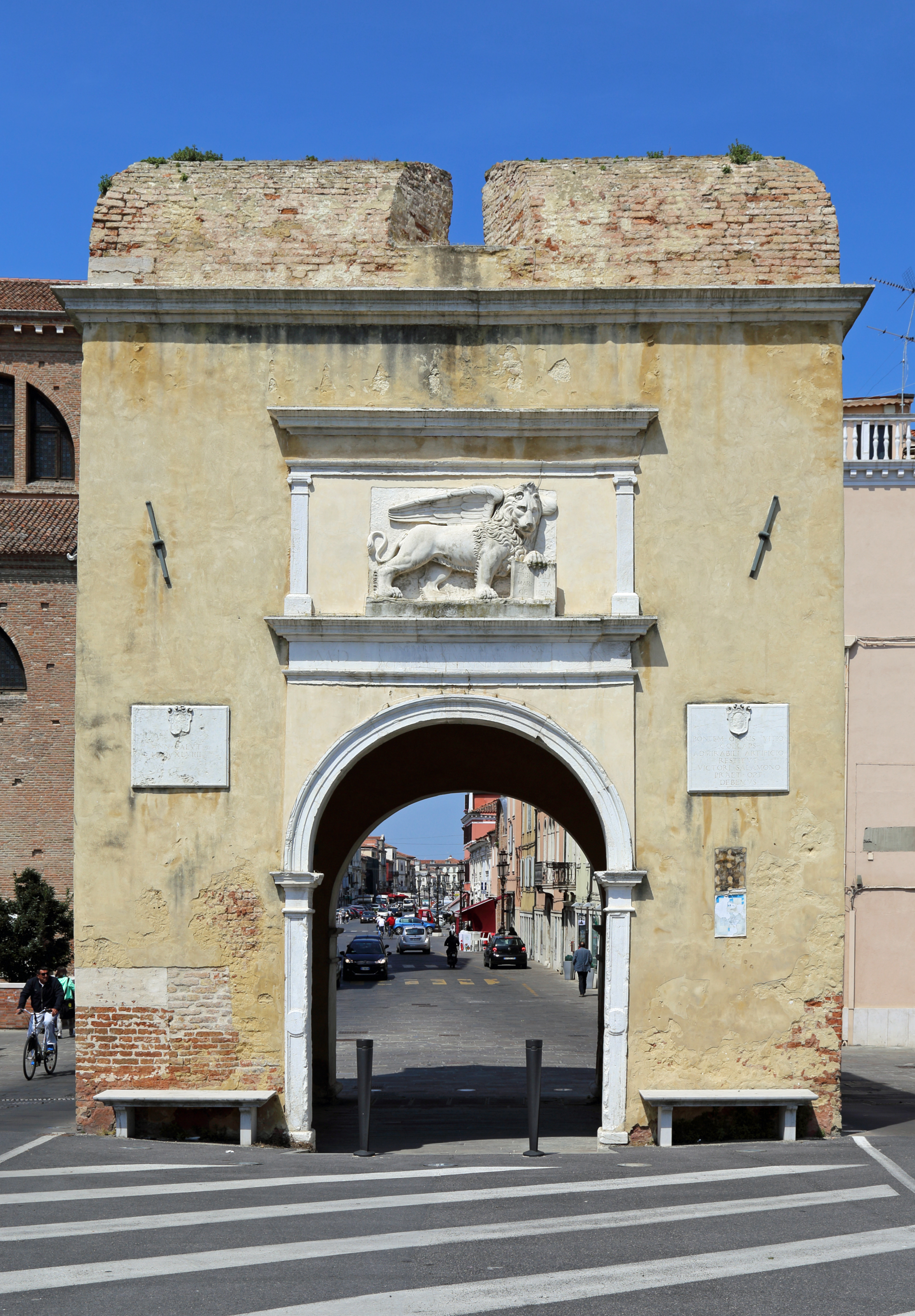
Stadspoort Porta di Santa Maria
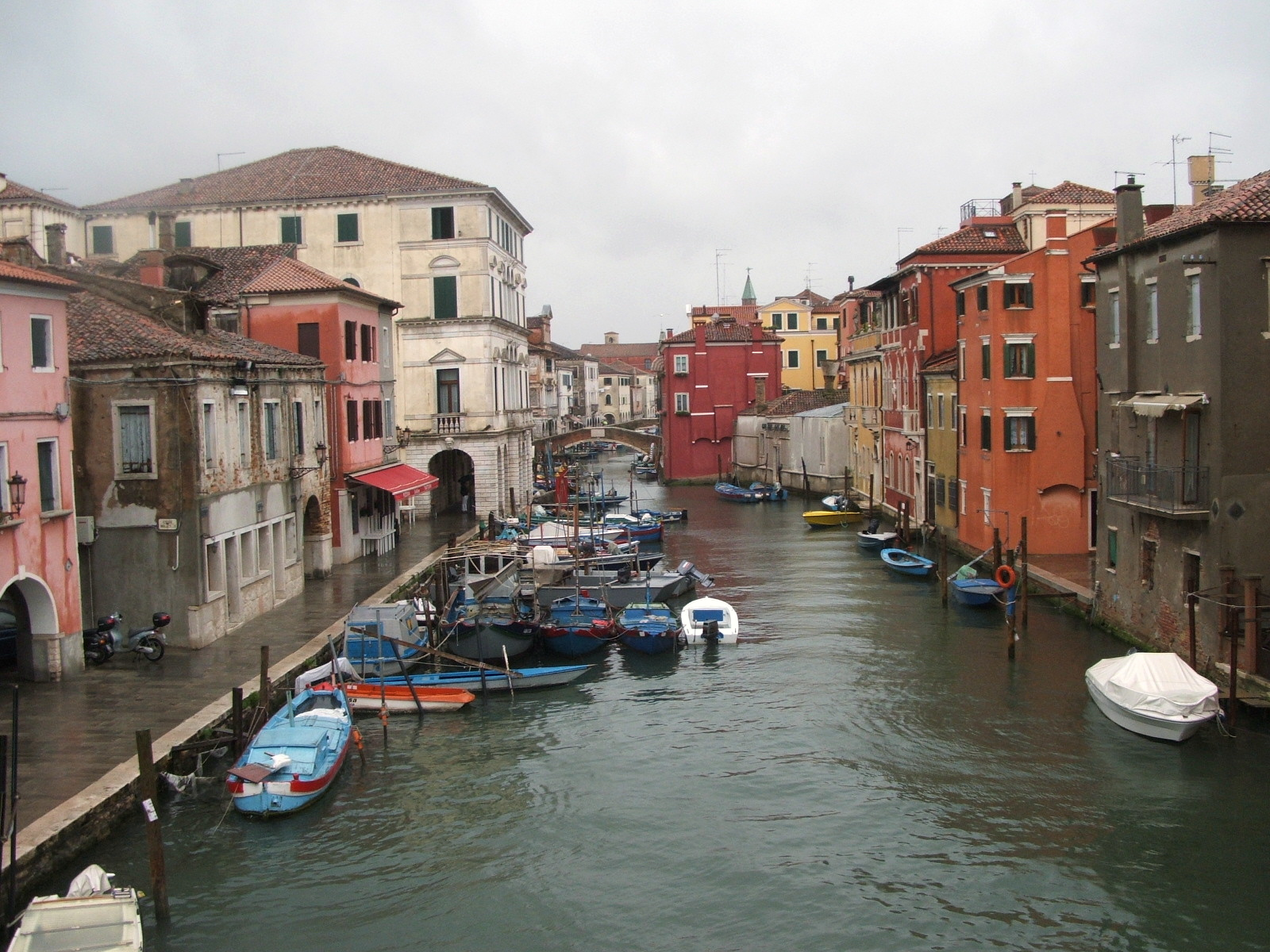
Canal Vena
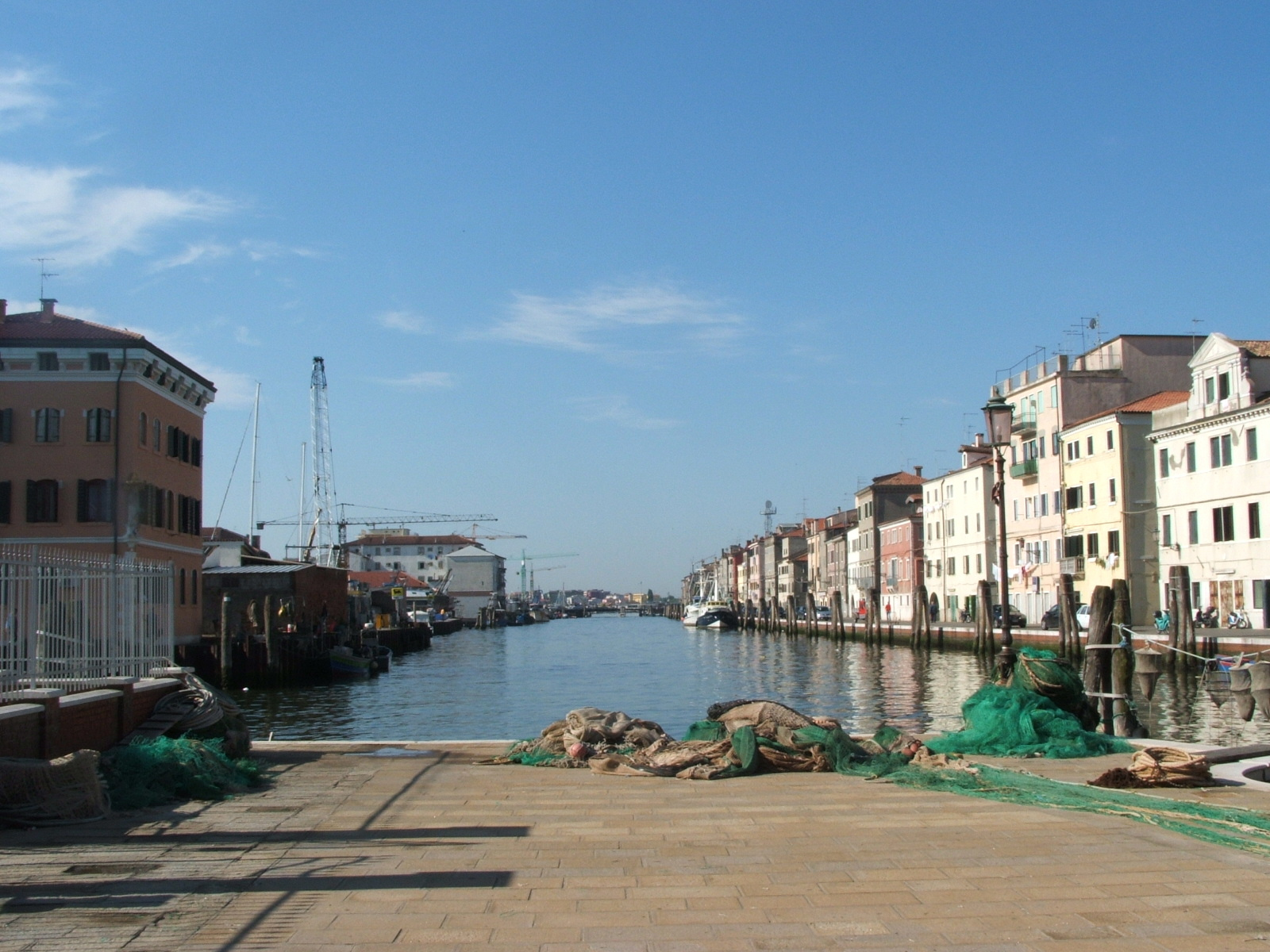
Canal San Domenico
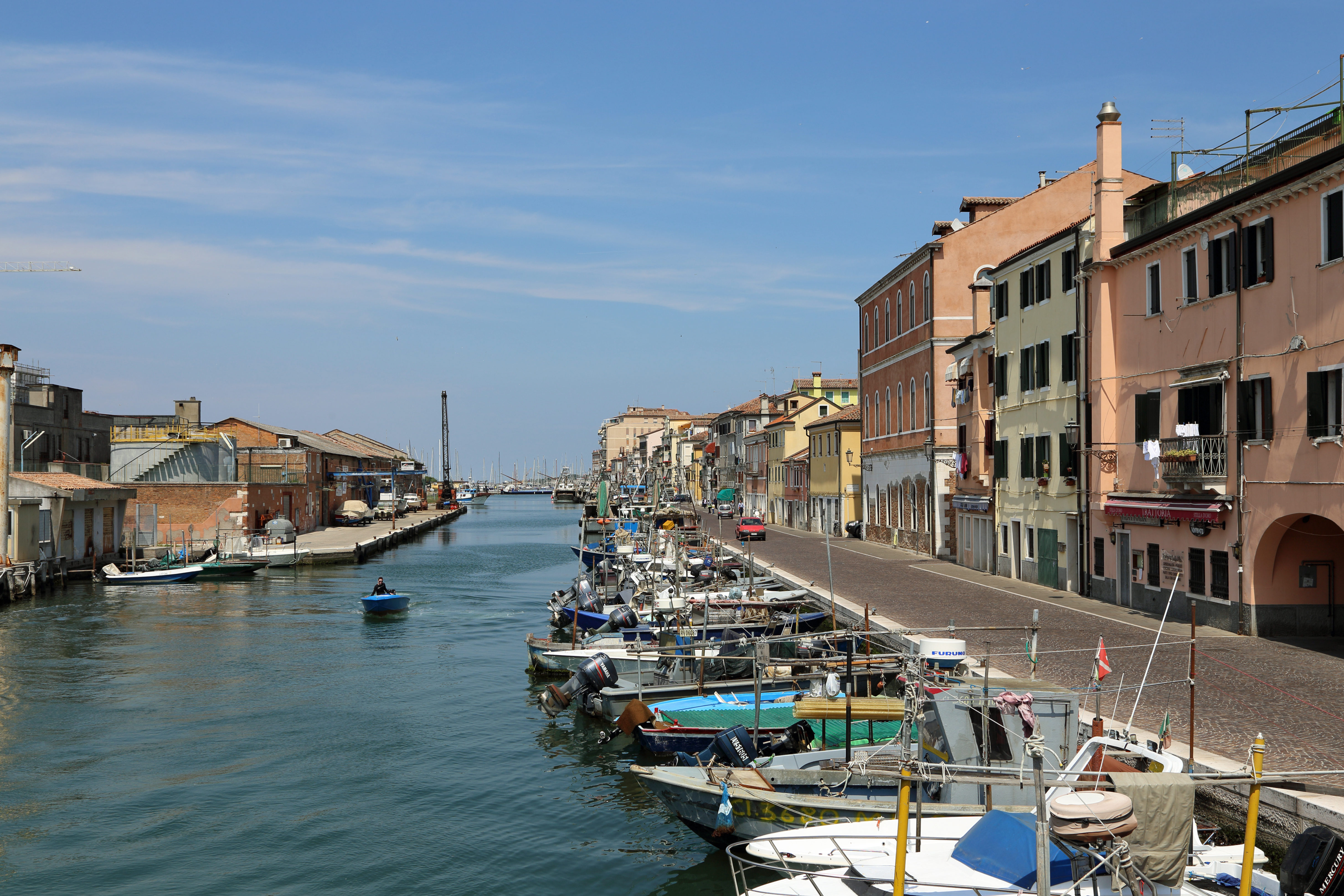
Canal Lombardo
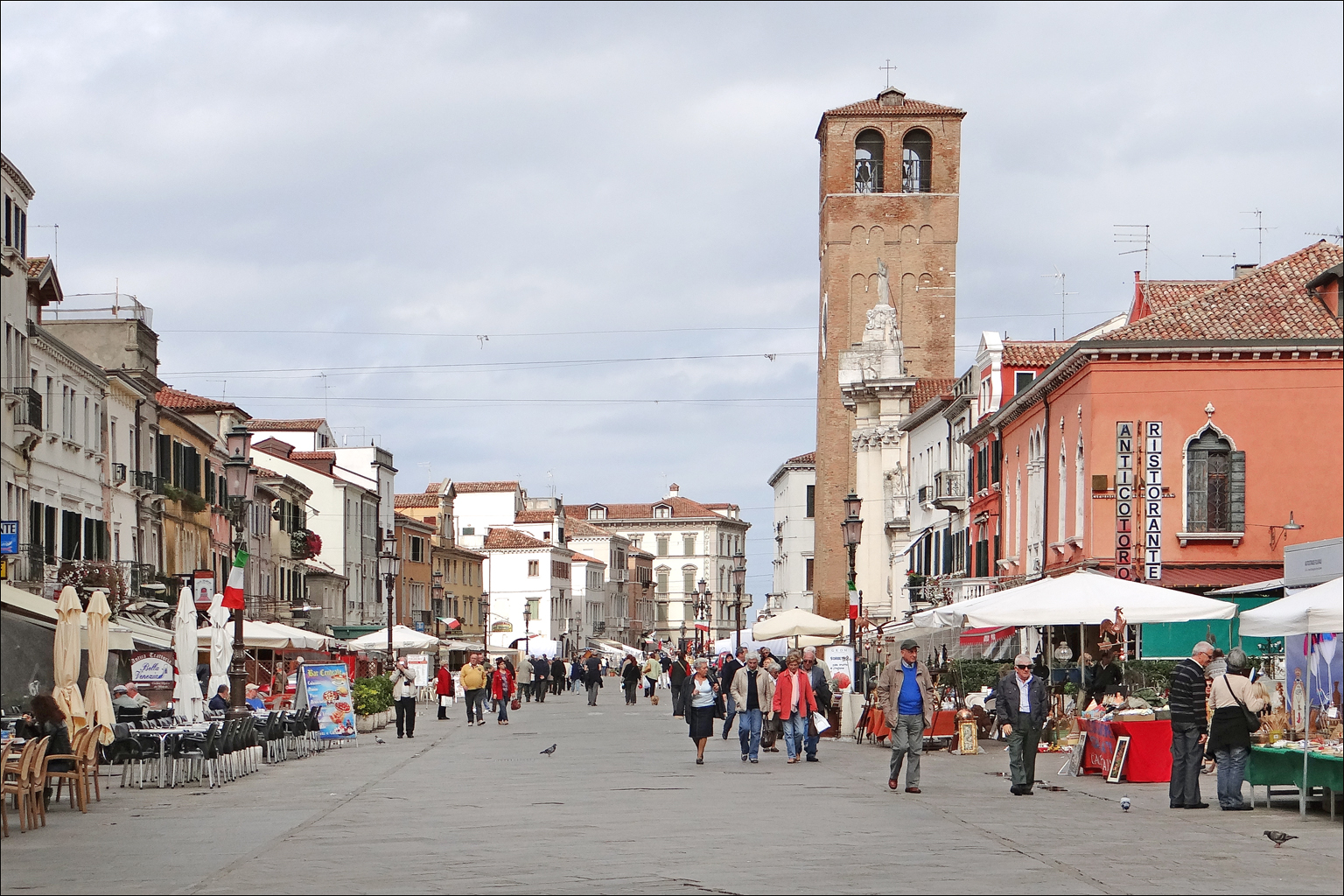
Corso del Popolo
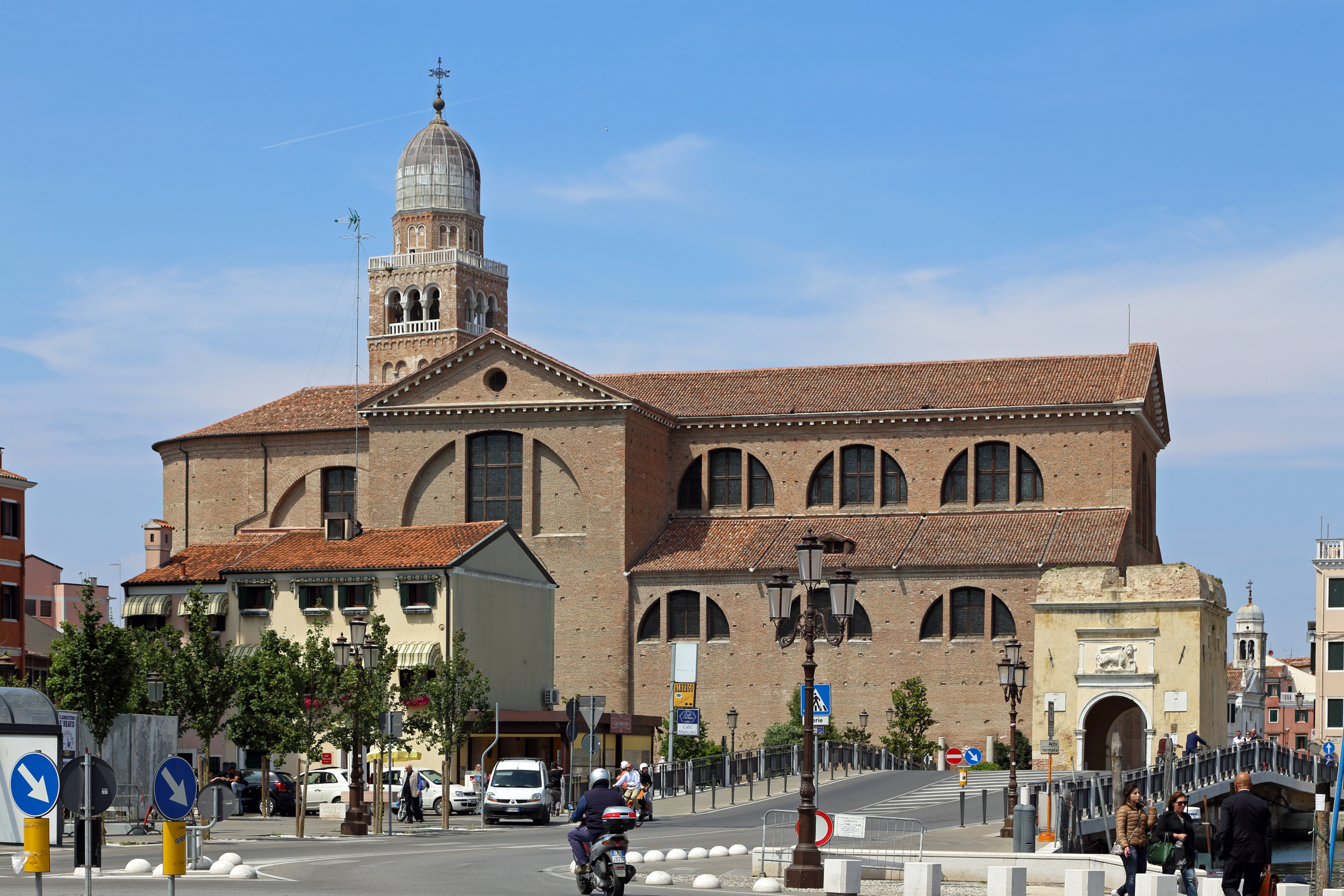
Kathedraal Santa Maria Assunta
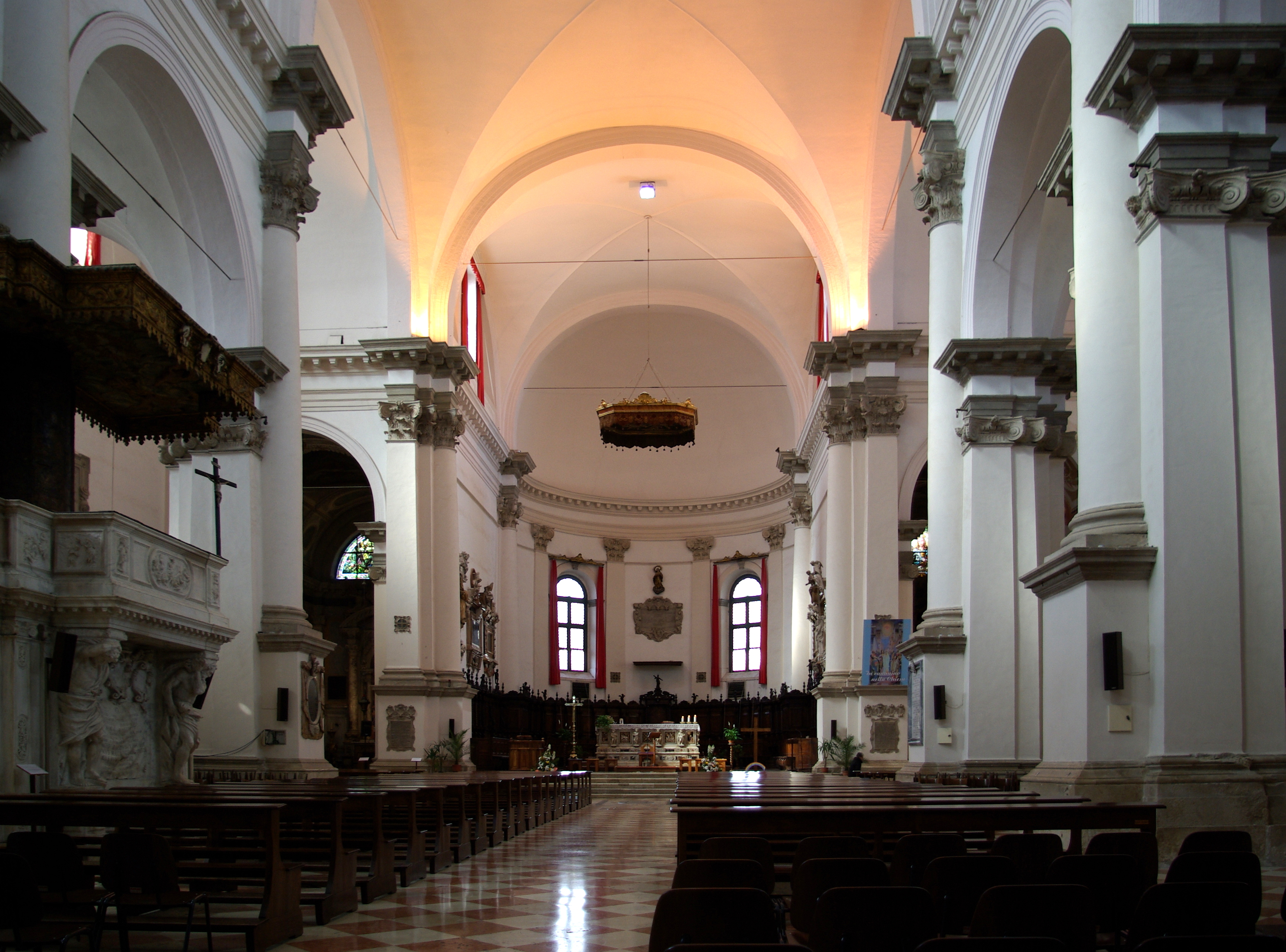
Binnenzicht kathedraal
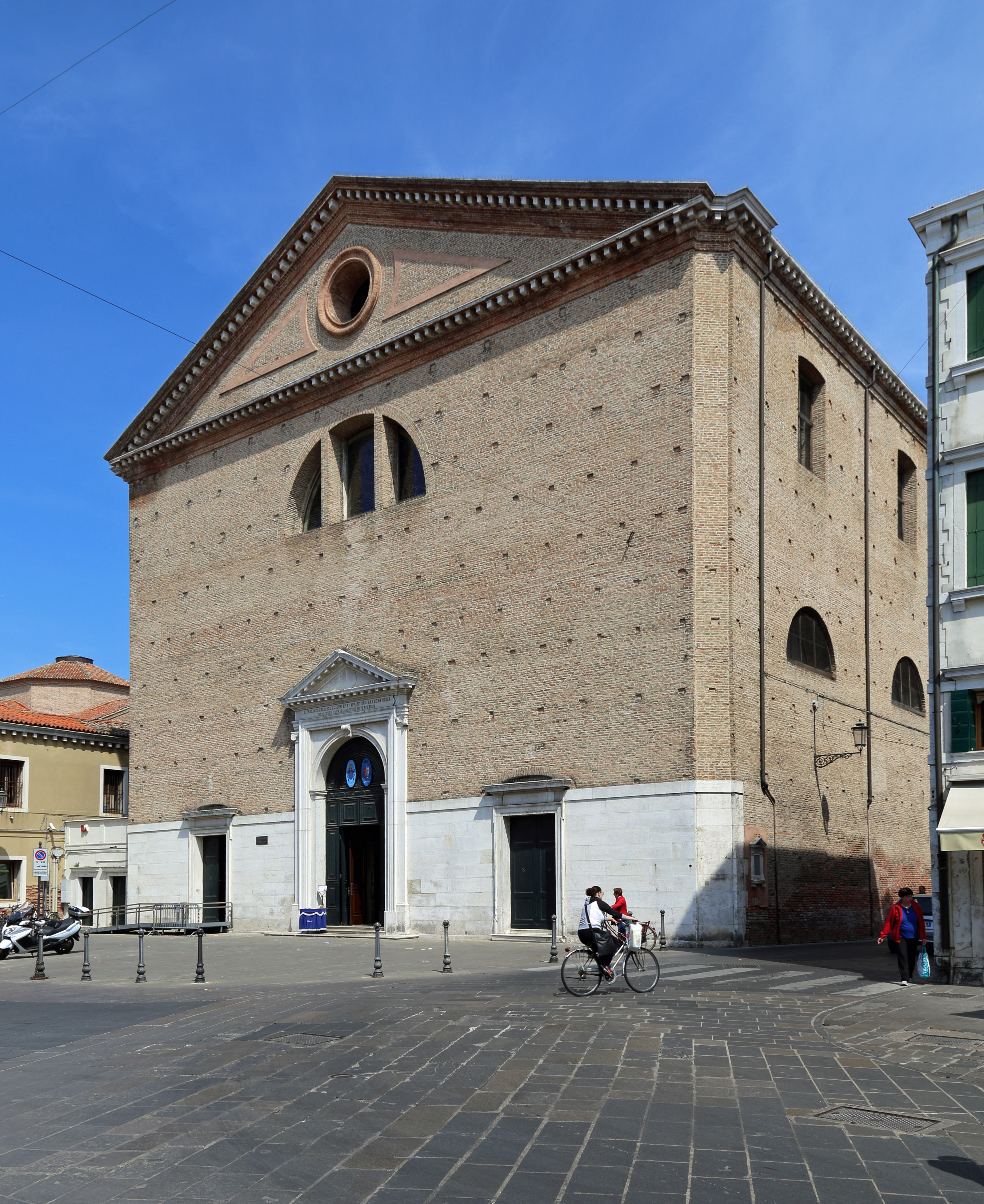
Basiliek San Giacomo
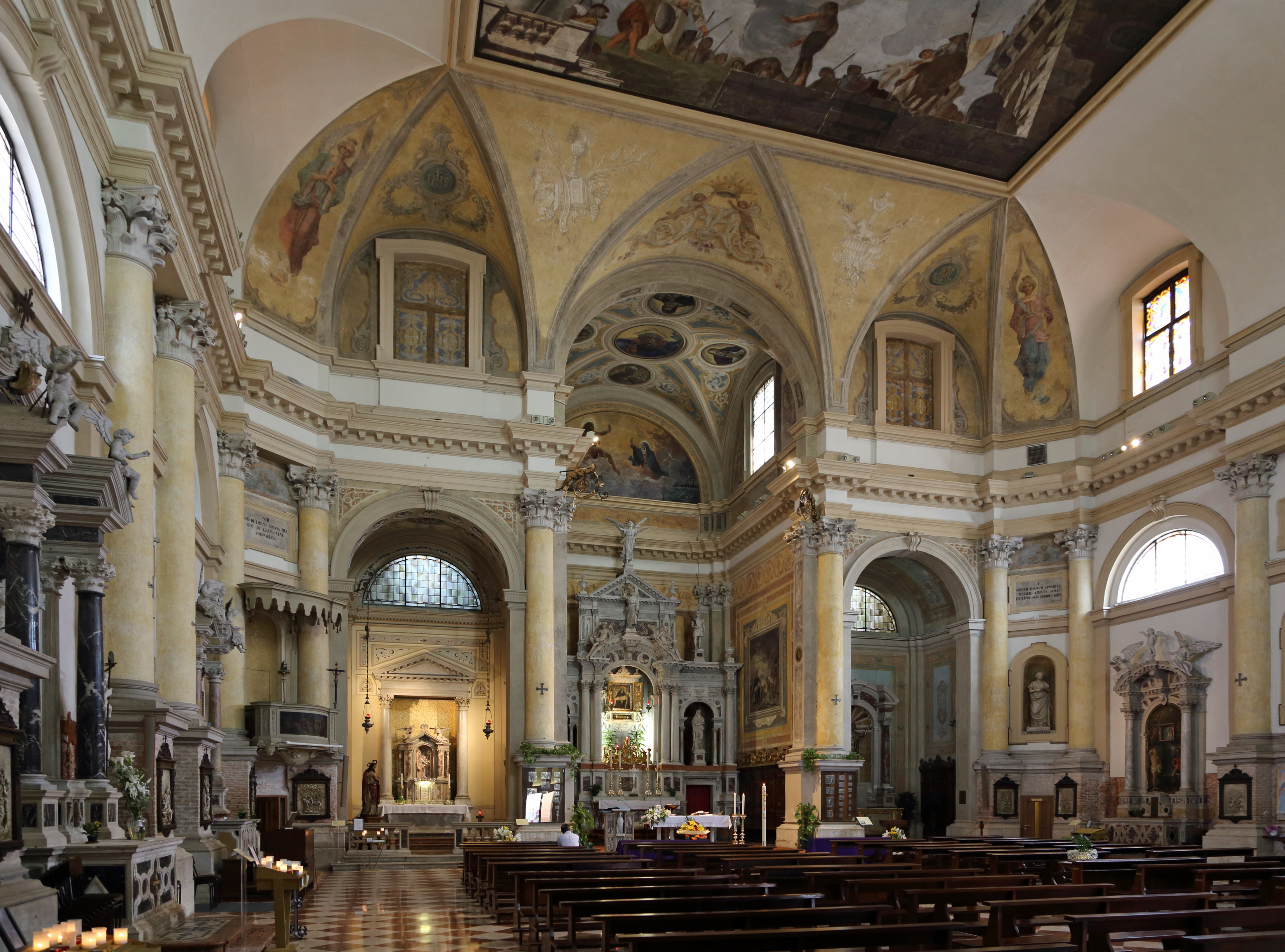
Binnenzicht San Giacomo
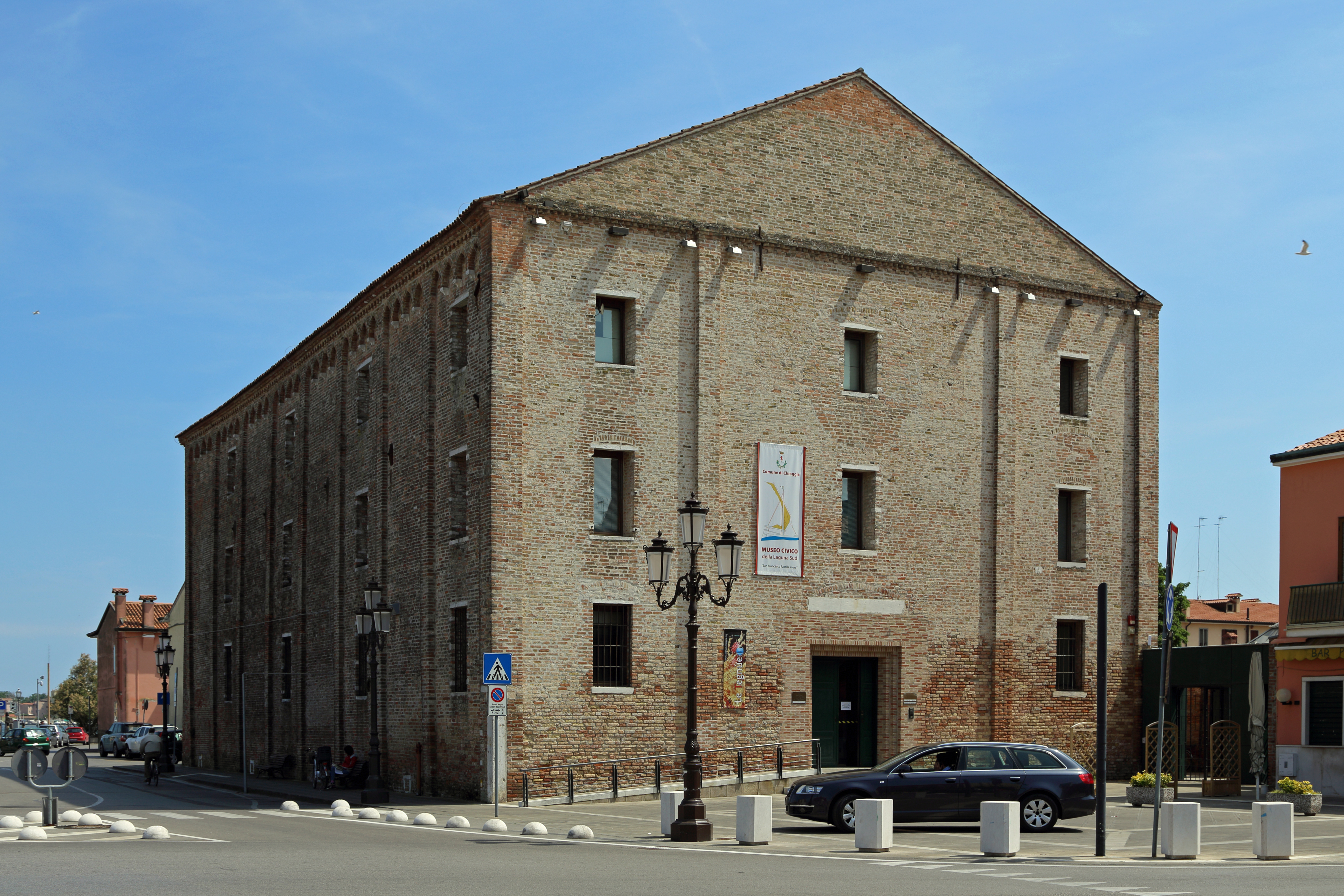
Het Museo Civico della Laguna Sud in het voormalige klooster San Francesco fuori le mura
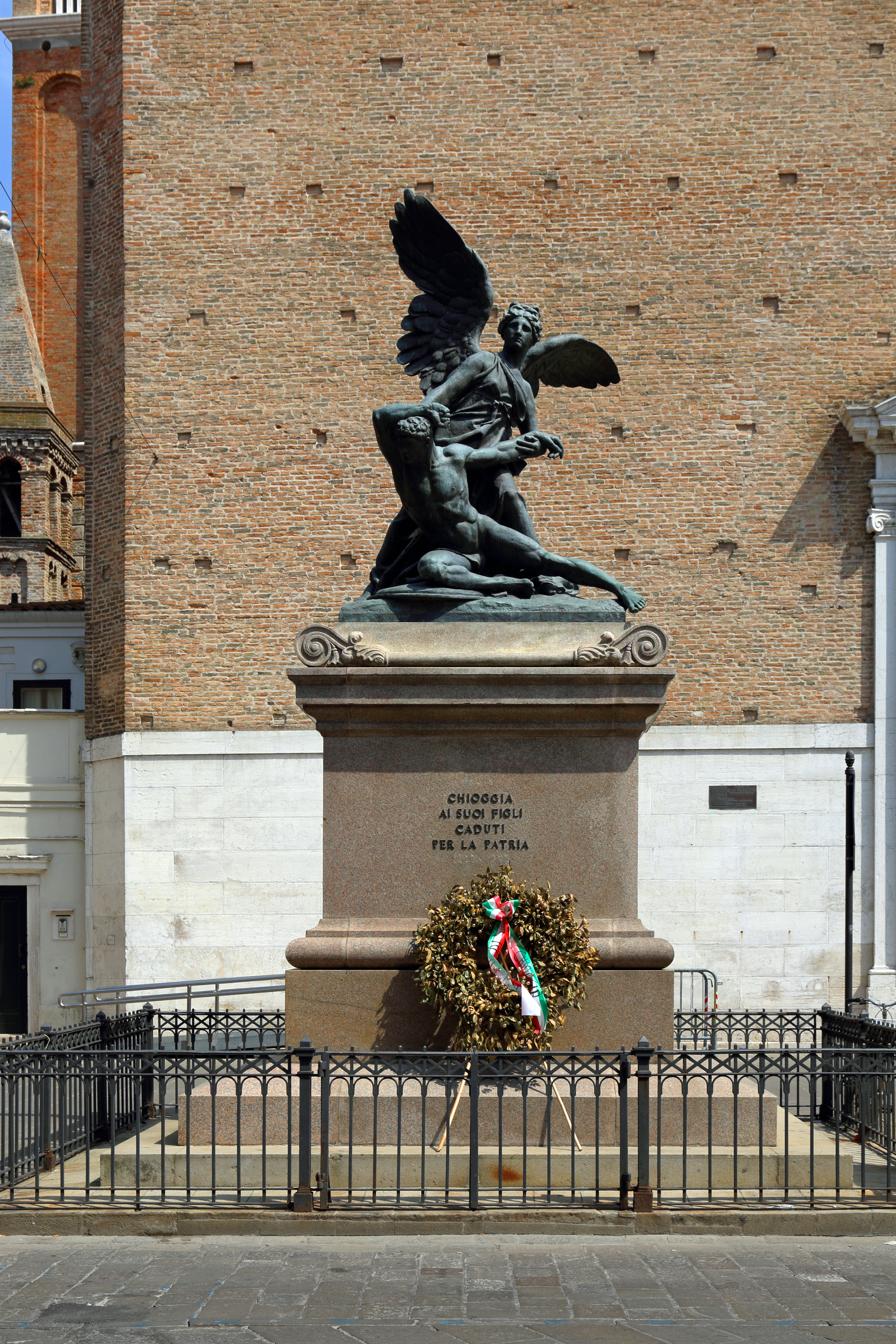
Oorlogsmonument in de Corso del Popolo
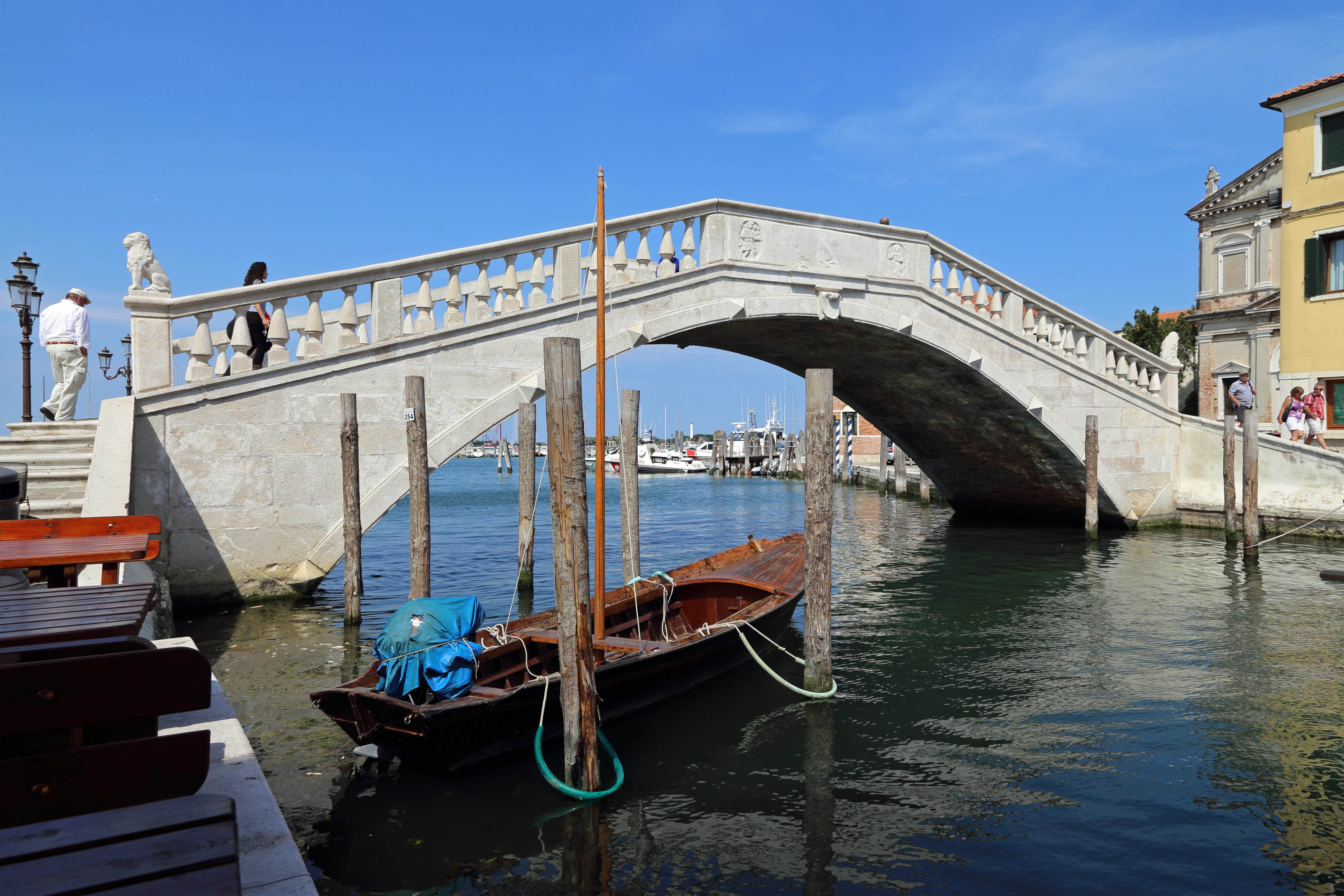
De Ponte di Vigo

## Geboren
- Giovanni Dondi dell'Orologio (ca. 1330 - 1388), astronoom en arts
- Angelo Canopeo (14e eeuw - 1382), bisschop van Chioggia en van Triëst
- Niccolò da Conti (1395-1469), handelaar en ontdekkingsreiziger
- Giuseppe Veronese (1854-1917), senator en hoogleraar aan de universiteit van Padua